# Nam Dinh
Nam Định è una città nel Delta del fiume Rosso a nord del Vietnam. È la capitale della Provincia di Nam Dinh che un tempo faceva parte della Provincia di Nam Ha finché non furono nuovamente divise nel 1996, tornando ad essere due province separate. Nam Dinh dista circa 90 km dalla capitale del Vietnam, Hanoi.

## Amministrazione

### Gemellaggi
- Prato, dal 1975[2]